# Djalma Santos
Djalma Santos,  Djalma Pereira Dias dos Santos  (São Paulo, 1929. február 27. –
Uberaba , 2013. július 23.) kétszeres világbajnok brazil labdarúgó, hátvéd.

## Pályafutása

### Klubcsapatban
1948 és 1959 között a Portuguesa labdarúgója volt. 1959 és 1968 között a Palmeiras csapatában szerepelt. Utolsó klubja az Athletico Paranaense volt. 1970-ben vonult vissza az aktív labdarúgástól. Összesen 964 mérkőzésen szerepelt és 23 gólt szerzett.

### A válogatottban
1952 és 1968 között 98 alkalommal szerepelt a brazil válogatottban és három gólt szerzett. Négy világbajnokságon vett részt 1954 és 1966 között. Tagja volt az 1958-as és 1962-es világbajnok csapatnak.

## Sikerei, díjai
- Világbajnokság
  - világbajnok: 1958, 1962